# Financiamento climático na Indonésia

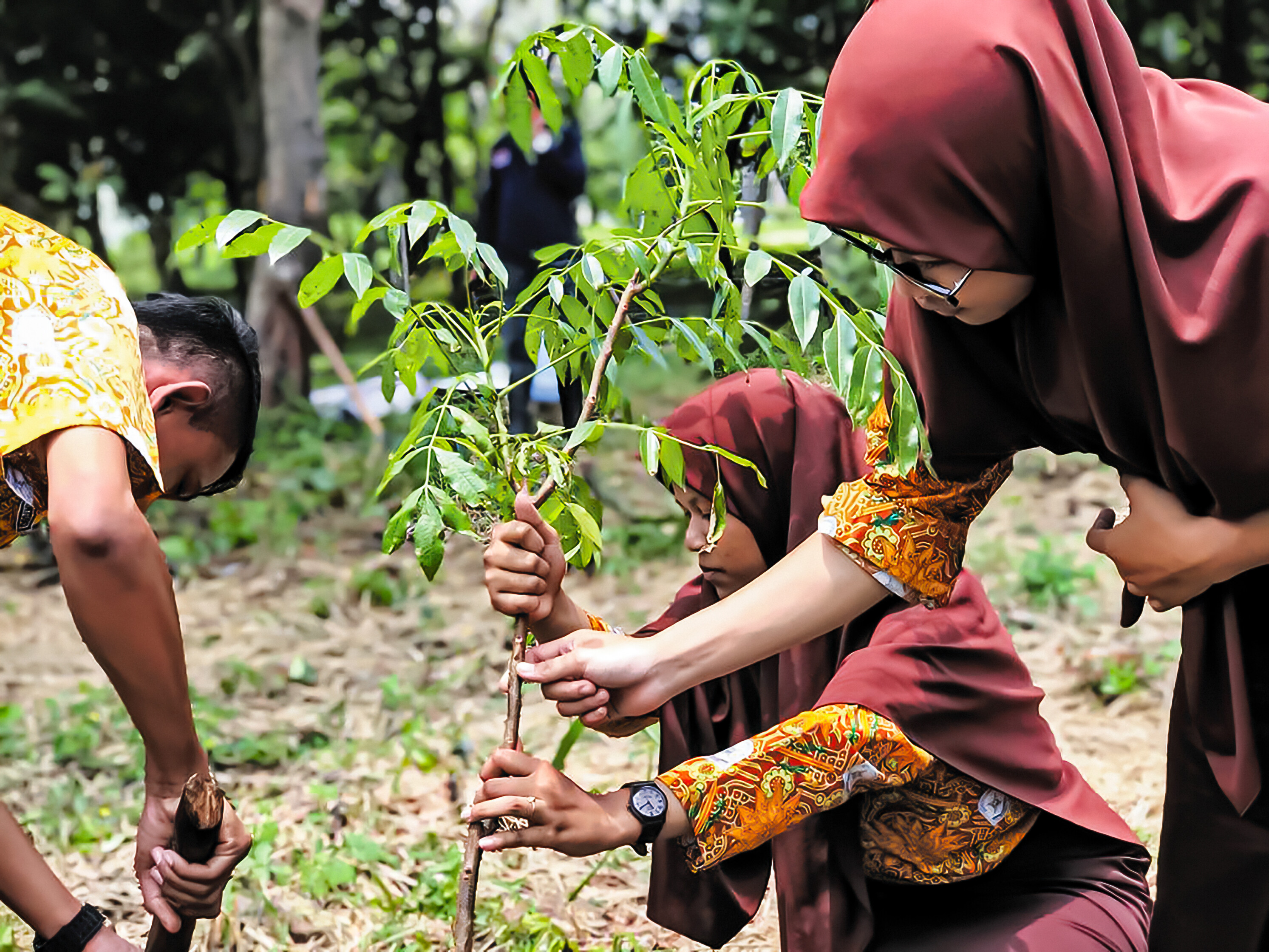
Estudantes da província de Java Oriental plantando árvores, como parte do Dia da Terra, em 2022.

O financiamento climático na Indonésia refere-se aos recursos financeiros destinados a apoiar ações de mitigação e adaptação às mudanças climáticas no país. Como o quinto maior emissor de gases de efeito estufa do mundo, posição atribuída principalmente ao desmatamento (perda de 60.000 km² de florestas primárias entre 2000 e 2012) e à dependência de combustíveis fósseis (85% da matriz energética em 2023), a Indonésia é simultaneamente um ator-chave na crise climática global e um dos países mais vulneráveis aos seus impactos, como a elevação do nível do mar e intensificação de desastres naturais.
Os mecanismos de financiamento abrangem desde padrões internacionais como REDD+ e mercados de carbono até instrumentos inovadores como sukuk verdes (títulos verdes islâmicos) e waqf ecológicos (doações religiosas para conservação). Contudo, desafios históricos – como centralização fundiária herdada do período colonial, conflitos entre direitos consuetudinários (adat) e legislação estatal, e subsídios a setores poluentes – complicam a alocação eficiente de recursos. Entre 2011 e 2023, o país captou US$ 78 bilhões para transição energética e conservação florestal, mas críticos apontam lacunas na governança e na distribuição equitativa de benefícios.
A Indonésia, arquipélago de mais de 17.000 ilhas e quarto país mais populoso do mundo, enfrenta um cenário complexo frente ao crescimento econômico e à crise climática, marcado por um modelo de desenvolvimento baseado na exploração intensiva de recursos naturais. A degradação acelerada das florestas tropicais e a expansão do setor de azeite de dendê têm gerado graves impactos socioambientais, enquanto o setor energético, fortemente dependente de combustíveis fósseis, representa hoje a principal fonte de emissões do país.
Apesar de compromissos internacionais e do potencial para fontes renováveis, entraves estruturais, subsídios ao carvão e políticas fragmentadas dificultam a transição para uma economia de baixo carbonodemanda energética crescente e pressões climáticas. Com uma população que deve ultrapassar 300 milhões até 2030 e uma rápida urbanização, o país registra aumento no consumo de energia e nas emissões de gases de efeito estufa.

### Florestas
A cobertura florestal da Indonésia, terceiro maior bioma tropical do mundo, enfrenta pressões históricas vinculadas a modelos econômicos baseados em commodities, e enfrenta desafios complexos na intersecção entre conservação florestal e desenvolvimento econômico. Em 1900, as florestas ocupavam 84% do território nacional, mas já em 1950 restavam 145 milhões de hectares de floresta primária e 14 milhões de hectares de florestas secundárias e manguezais, segundo estimativas históricas. A partir dos anos 1970, a exploração madeireira ganhou escala industrial, impulsionando setores como celulose e papel – entre 1980 e 2000, a capacidade produtiva dessas indústrias cresceu 700%, elevando a Indonésia ao nono lugar entre os maiores produtores globais de celulose.
A aceleração do desmatamento tornou-se crítica nas décadas seguintes: entre 1990 e 2000, o país perdeu 24 milhões de hectares de florestas (20% da cobertura total), restando 94 milhões de hectares (52% do território) em 2010.
Apesar da moratória sobre novas concessões de desmatamento instituída em 2011, a fiscalização deficiente e a corrupção mantiveram altos índices, com pico de 930 mil hectares desmatados em 2016. Entre 2000 e 2012, o país perdeu aproximadamente 60.000 km² de floresta primária, superando o Brasil em taxa anual de desmatamento em 2012 (8.400 km² contra 4.600 km²), impulsionado principalmente pela expansão de plantações de dendezeiros.
Entre os principais vetores do desmatamento (2001–2016), destacam-se a expansão do óleo de palma (23% do total), responsável pela conversão direta de 3,3 milhões de hectares de florestas, e a transformação de áreas em pastagens ou savanas (20%), muitas vezes associada a incêndios ilegais. A agricultura de pequena escala e infraestruturas madeireiras, como estradas e clareiras, contribuíram com 22% e 10%, respectivamente, enquanto atividades como mineração – sobretudo de níquel na ilha de Celebes, impulsionada pela demanda global por baterias – representaram 5%.
Apesar desses impactos, o setor de azeite de dendê e o de madeira geram, juntos, cerca de 45 bilhões de dólares em receitas de exportação por ano para a Indonésia.

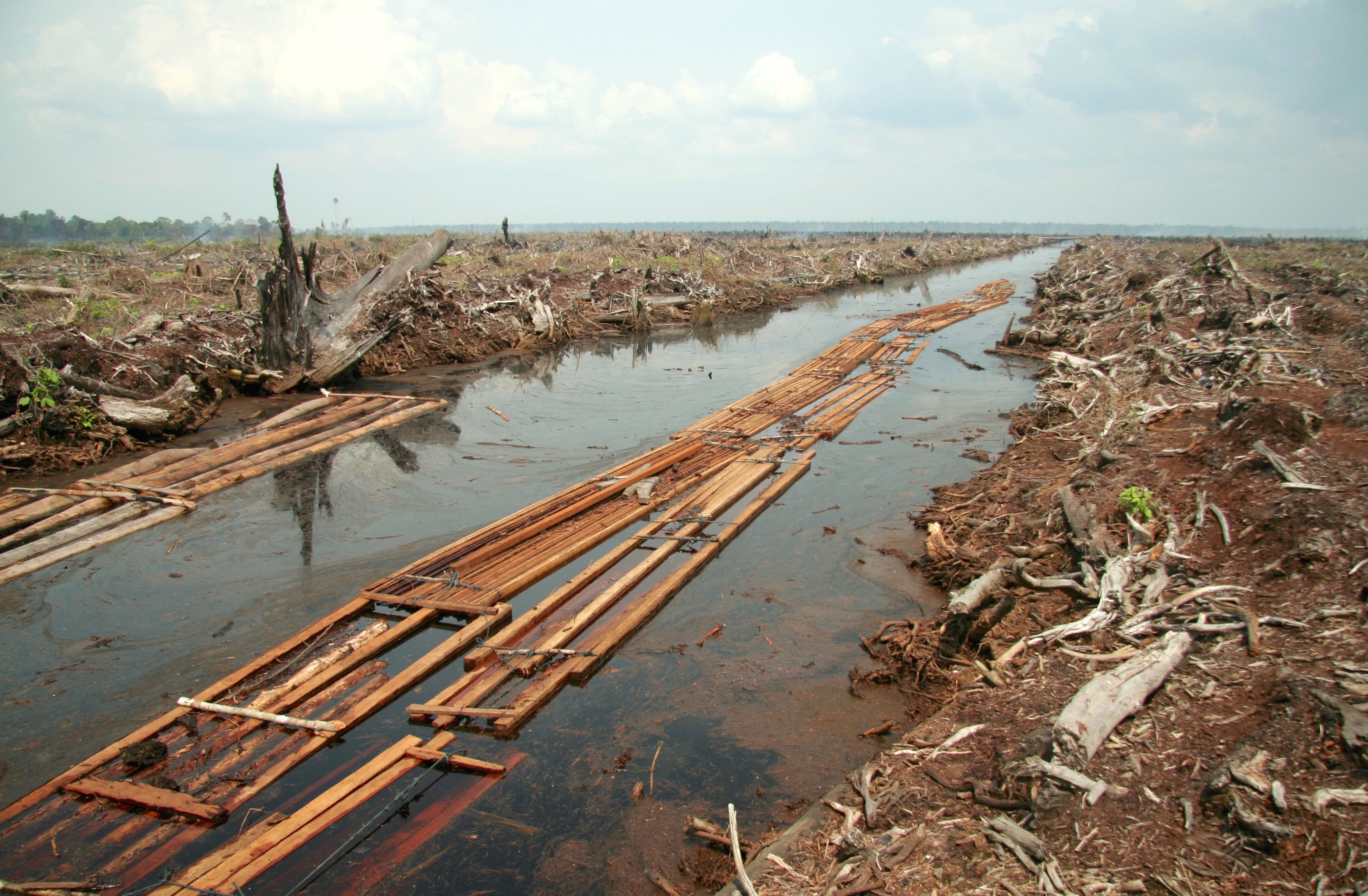
Desmatamento de uma floresta turfeira para a plantação de dendezeiros.

#### Azeite de Dendê
A Indonésia é o maior produtor mundial de azeite de dendê, que é a principal matéria-prima para seu biodiesel. A extração de madeira e as plantações de dendezeiro têm impulsionado o crescimento econômico, mas ao mesmo tempo provocam desmatamento em larga escala.
Atualmente, apenas 49% do território do país é coberto por florestas, contra uma estimativa histórica de 84%. Entre 2001 e 2016, as plantações de dendê foram responsáveis por 23% desse desmatamento.
A expansão de monoculturas de dendezeiros na Indonésia, frequentemente associada à substituição de florestas tropicais ou áreas agrícolas que já existiam no local, intensificou pressões ambientais e sociais durante o final do século XX e início do século XXI. Estima-se que até 80% do desmatamento vinculado ao setor - responsável pela perda de 840 mil hectares de floresta primária anualmente entre 2000 e 2012 -  ocorra de forma ilegal.
A destruição de turfeiras, que capturam até 20 vezes mais carbono do que florestas tropicais não alagadas, amplifica as emissões de dióxido de carbono: incêndios ilegais para limpeza de terras liberaram entre 0,81 e 2,57 bilhões de toneladas de carbono em 1997, equivalente a 13–40% das emissões globais de combustíveis fósseis naquele ano.
A degradação ambiental estende-se a solos e recursos hídricos: cada tonelada de azeite de dendê produzida gera 2,5 toneladas de efluentes tóxicos, contaminando ecossistemas aquáticos. O uso intensivo de agroquímicos, como pesticidas e fertilizantes, aliado à erosão em encostas íngremes (comum em plantações), agrava inundações e assoreamento de rios, ameaçando as infraestruturas locais.
A perda de biodiversidade é crítica, com espécies endêmicas como orangotangos, tigres-de-sumatra e elefantes-pigmeus ameaçadas por incêndios e pela fragmentação de seus habitats.
No plano socioeconômico, embora o setor empregue 16 milhões de pessoas e represente cerca de 4,5% do PIB, comunidades indígenas, como os Dayak na região de Calimantã, enfrentam deslocamentos forçados e conflitos fundiários: mais de 630 disputas territoriais vinculadas a plantações foram registradas até 2010.
A saúde pública é comprometida pela poluição do ar – em 2015, a névoa transfronteiriça (Southeast Asian Haze) contribuiu para 103.300 mortes prematuras na região. Além disso, uma denúncia feita em 2016 pela Anistia Internacional afirmava que trabalhadores da empresa Wilmar International teriam sofrido graves danos à saúde em decorrência da aplicação de herbicidas como o paraquat, proibido na Europa mas ainda utilizado nas plantações de dendezeiros, sem equipamentos de proteção adequados. Mulheres e crianças são particularmente vulneráveis a estes riscos: menores trabalham informalmente para auxiliar pais em metas de produção, enquanto mulheres, frequentemente contratadas sem benefícios sociais, manuseiam químicos tóxicos.

### Energia

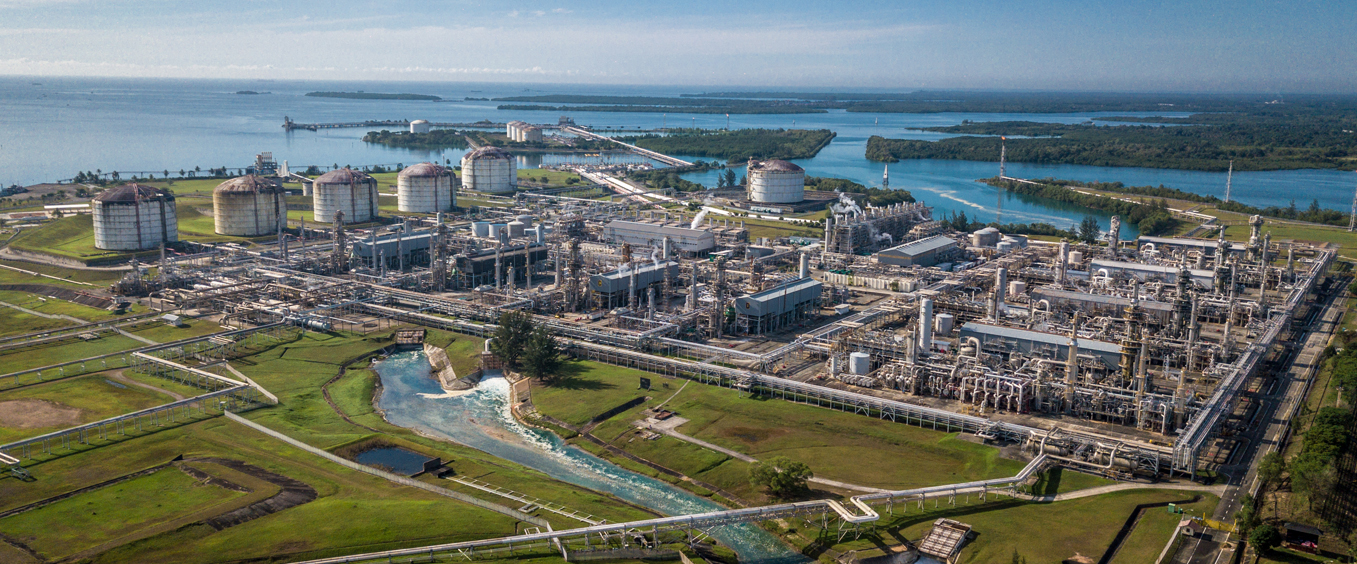
Usina de gás natural da empresa Badak LNG, na cidade de Bontang, na ilha de Bornéu.

O setor energético é central no debate climático indonésio. Apesar de possuir recursos renováveis abundantes, como energia geotérmica, hidrelétrica e biocombustíveis, sua matriz energética ainda depende em 85% de combustíveis fósseis, especialmente carvão e gás natural.
Estima-se que o setor energético seja responsável por 50% a 70% das emissões nacionais até 2030, superando o desmatamento. O crescimento da demanda por eletricidade, impulsionado pela industrialização e urbanização, tende a consolidar infraestruturas baseadas em carvão, gerando riscos de "ativos encalhados" em um cenário global de descarbonização. A Agência Internacional para as Energias Renováveis (IRENA) alerta que, sem políticas urgentes, a demanda energética aumentará 80% até 2030, travando o país em tecnologias poluentes e economicamente obsoletas.
Após o Acordo de Paris, o governo indonésio estabeleceu metas ambiciosas para sua contribuição nacionalmente determinada, como reduzir as emissões de gases de efeito estufa em 29% até 2030 (ou 41%, com apoio internacional) e ampliar a participação de energias renováveis para 31% de sua matriz primária até 2050. No entanto, desafios como subsídios históricos a combustíveis fósseis, políticas inconsistentes, estruturas monopolizadas no setor energético e falta de transparência nos custos dificultam o cumprimento desses objetivos. Estudos indicam que uma transição verde economicamente viável é possível, mas requer investimentos significativos: projeções indicam a necessidade de até US$ 78 bilhões em investimento até 2030 para modernizar as redes elétricas de Java e Sumatra, regiões que concentram 70% da geração nacional.
Por ser composto de 17.508 ilhas, o país ainda não possui uma rede elétrica totalmente interconectada. Muitas ilhas dependem de sistemas isolados para gerar energia, que estão distribuídos em várias zonas. O país pretende modernizar toda a estrutura de sua rede, ampliando a capacidade e incluindo a expansão de fontes renováveis, além de conectar as ilhas entre si. Para executar essas mudanças, o governo afirma que são necessários mais de 20 bilhões de dólares americanos.
Em 2023, as emissões totais de CO₂ do país chegaram a cerca de 1,2 bilhões de toneladas métricas. A principal fonte dessas emissões é o setor de energia, com usinas termoelétricas a carvão respondendo por mais de 60% da geração de eletricidade. Outros contribuintes importantes incluem desmatamento, mudanças no uso da terra causadas pela expansão do cultivo de azeite de dendê e atividades industriais.
Para reduzir essas emissões e cumprir suas metas climáticas, o governo indonésio prometeu não aprovar novas usinas termoelétricas a carvão. Empresas que investirem em Captura de Carbono, energia renovável ou projetos de conservação florestal podem vender créditos de carbono no mercado regulado da Indonésia.
O setor de transporte na Indonésia gera cerca de 150 milhões de toneladas métricas de CO₂ por ano, o que equivale a quase um quarto das emissões totais do país. O transporte rodoviário (carros, ônibus, caminhões e motos) é responsável por 90% dessas emissões no setor. Embora exista transporte público e ele esteja em expansão, 72% dos indonésios ainda depende de transporte privado. Em Jacarta, o TransJakarta BRT é um dos maiores sistemas de ônibus de trânsito rápido, atendendo a mais de 1 milhão de passageiros diariamente. Em 2023, foi inaugurado o trem de alta velocidade Jacarta-Bandung, o primeiro do tipo no Sudeste Asiático, com o objetivo de reduzir o tempo de viagem e as emissões associadas.
A Indonésia estabeleceu metas ambiciosas para alcançar 75% de energia limpa até 2040. Os setores de geotermia e hidroelétricos são vistos como fundamentais para atingir esse objetivo. O governo e a empresa de eletricidade estatal Perusahaan Listrik Negara (PLN) emitiram novas regulamentações e criaram fundos para apoiar esse crescimento. A PLN também reconheceu a importância da participação do setor privado e delineou planos de colaboração. Estima-se que serão necessários 154 bilhões de dólares para cumprir as metas climáticas. Atualmente, a capacidade instalada de energia limpa representa apenas 12% do total. Em 2023, o investimento em energia limpa na Indonésia atingiu cerca de 497,99 milhões de dólares, um aumento de 78% em relação a 2022 (279,93 milhões).
A Indonésia possui um grande potencial de energia renovável ainda não aproveitado, estima-se que esse potencial atinja cerca de 3.500 GW. A maior promessa está na geotermia e na hidreletricidade. Para hidrelétricas, o potencial é de aproximadamente 94,3 GW. Na geotermia, estima-se algo em torno de 28,5 GW. A energia solar também é muito promissora, com um Índice de Irradiação Global Horizontal médio nacional de 4,8 kWh/m², chegando a mais de 5,6 kWh/m² em algumas regiões do sul do país.
A transição energética esbarra em obstáculos estruturais, como a falta de um mercado atacadista de eletricidade, tarifas pouco competitivas para renováveis e subsídios cruzados a combustíveis fósseis. O monopólio da estatal PLN como única compradora de energia desincentiva produtores independentes, enquanto regulações financeiras restritivas limitam linhas de crédito para projetos de escala. Além disso, a ausência de dados transparentes sobre custos e retornos amplia a aversão a riscos entre investidores.
Especialistas apontam que a harmonização de políticas entre ministérios, a criação de mercados de créditos de carbono e a redução de subsídios a energias poluentes são medidas críticas para destravar investimentos. Sem ações urgentes, projeções do Banco Mundial indicam que as mudanças climáticas poderão reduzir o PIB indonésio em até 7% até 2100, com impactos severos na saúde e no meio ambiente.

## História

### Período Pré-Colonial
Antes da colonização europeia, a relação entre comunidades locais e florestas era regida por sistemas de reciprocidade e uso sustentável, baseados em cosmovisões animistas. No entanto, diferentes comunidades e chefias locais já regulavam o uso das florestas, da terra e de seus produtos, e estabeleceram padrões de gestão comunitária que hoje influenciam debates sobre direitos indígenas em projetos de REDD+.
O povoamento humano da região remonta a pelo menos 1,5 milhão de anos, com ocupações sucessivas por populações migrantes, incluindo os austronésios, que provavelmente chegaram por volta de 2000 a.C..
A partir de 1000 a.C., muitas dessas comunidades passaram a adotar a cultura Đông Sơn, marcada pelo cultivo de arroz irrigado, rituais com búfalos e práticas megalíticas. O cultivo do arroz, especialmente em Java, fomentou o surgimento de vilas, reinos e religiões, apoiados por sociedades relativamente complexas. Ao longo dos séculos, surgiram grandes centros de poder, como o Império Serivijaia (Sumatra), a Dinastia Sailendra (Java) e, mais tarde, o Império Majapait, que alcançou grande influência regional no século XIV.
A estrutura desses reinos era fortemente centralizada. O direito à terra estava ligado à prática agrícola, não à propriedade formal. O cotidiano da maioria da população camponesa era marcado pelos ciclos das monções e pelo risco constante de fome. No entanto, essas sociedades também dependiam do comércio de produtos florestais oriundos de regiões montanhosas, como resina, madeira e cera, estabelecendo uma interdependência entre áreas costeiras e interioranas.
As populações nômades das terras altas — caçadores e praticantes de agricultura itinerante — geralmente não estavam integradas aos sistemas estatais. Ao contrário do Sudeste Asiático continental, onde etnias dominantes se estabeleceram, a Indonésia pré-colonial era caracterizada por uma grande diversidade étnica e linguística, com identidades locais muito fortes.
Em Celebes, há registros de ocupação humana há pelo menos 40 mil anos. No século XIV, o Islã começou a se espalhar na região, ganhando força com a islamização do Reino de Gowa no século XVII. No entanto, comunidades montanhosas como as do centro dea ilha permaneceram à margem dos Estados e das religiões universais até a chegada dos missionários holandeses no século XX. Essas populações mantinham práticas agrícolas móveis e identidades profundamente ligadas à terra ancestral, o que contribui até hoje para disputas por território e recursos.

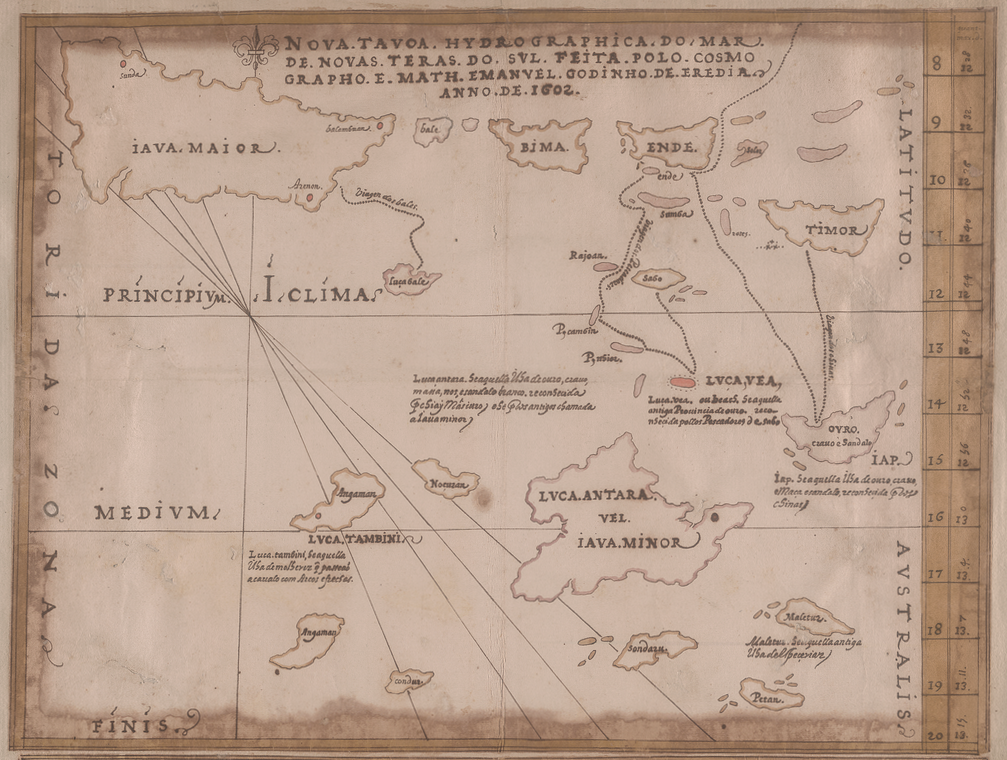
Mapa do Sudeste Asiático, feito em 1602 pelo cartógrafo malaio-português Emanuel Godinho de Eredia.

### Período Colonial
Os europeus chegaram ao arquipélago indonésio no início do século XVI como comerciantes marítimos em busca de especiarias como noz-moscada, cravo e pimenta. A colonização europeia ocorreu gradualmente ao longo de 300 a 350 anos. Os portugueses foram os primeiros a estabelecer postos comerciais e fortalezas nas ilhas, como Ternate e Amboíno, após a conquista de Malaca em 1512. No entanto, no final do século XVI, seu foco deslocou-se para outras regiões, como o Brasil e Macau.
No século XVII, holandeses e britânicos intensificaram sua presença, com a Companhia Holandesa das Índias Orientais buscando monopolizar o comércio de especiarias. A competição levou os britânicos a concentrarem-se no subcontinente indiano, enquanto os holandeses consolidaram seu controle sobre a produção agrícola e a extração de madeira no arquipélago. No século XVII, a Companhia Holandesa das Índias Orientais iniciou políticas formais de gestão ambiental, com foco na extração de madeira.

Desmatamento para o plantio de tabaco na costa da ilha de Sumatra, em 1898.

Em 1808, o governo colonial declarou que todas as florestas não privadas eram domínio estatal, subordinadas ao governador-geral. No século XIX, a lógica de conservação florestal para proteger bacias hidrográficas e irrigação agrícola levou à criação de regulamentações como a Boschordonatie (1865), que restringia o cultivo itinerante e centralizava o controle sobre as florestas de Java e Madura. A Agrarische Wet (1870) introduziu conceitos ocidentais de propriedade privada, permitindo o arrendamento de terras para plantações. Essas leis deslocaram sistemas consuetudinários (adat) de posse da terra, especialmente nas ilhas internas, embora práticas locais persistissem em Sumatra, Bornéu e Papua.
Em Celebes, o controle colonial permaneceu limitado até o século XIX. O Tratado de Bongaya (1667) transferiu o litoral de Celebes aos holandeses, mas a região interior manteve autonomia, até o início do século XX, quando conflitos locais levaram à intervenção holandesa. A incorporação de áreas como Dampelas ao sistema colonial resultou na perda de direitos florestais indígenas, substituídos por gestão estatal.

### República da Indonésia
Após a independência em 1949, o presidente Sukarno manteve estruturas administrativas centralizadas herdadas do colonialismo, incluindo políticas ambientais. A visão de um Estado unitário enfrentou resistência em ilhas externas, como Sumatra e Celebes, onde movimentos separatistas e demandas por um Estado teocrático islâmico desafiaram o governo de Jacarta. A adoção do bahasa Indonesia como a língua nacional e da ideologia Pancasila buscou unificar a diversidade étnica e religiosa, mas tensões históricas entre comunidades indígenas e políticas estatais persistiram, influenciando conflitos modernos sobre gestão ambiental e projetos de conservação, como o REDD+.
Os primeiros anos da República da Indonésia foram marcados por instabilidade política, com cinco primeiros-ministros entre 1950 e 1955 e 28 partidos nas eleições de 1955. Os resultados eleitorais refletiram divisões profundas: o Partido Nacionalista obteve 22% dos votos, enquanto partidos islâmicos (Masjumi e Nahdatul Ulama) somaram 39%. Nesse contexto, o presidente Sukarno propôs em 1956 uma "democracia guiada", distanciando-se do modelo liberal ocidental. Em 1957, diante de rebeliões separatistas em Sumatra e com apoio militar, decretou lei marcial e reforçou poderes presidenciais através de uma revisão constitucional.
Em Celebes Centrais, a população enfrentou conflitos entre movimentos separatistas: a rebelião protestante Permesta, ao norte, e o movimento islâmico Darul Islam, ao sul. O envio de Kahar Muzakkar, um líder bugis, para mediar a paz resultou em sua adesão aos rebeldes islâmicos, que atacaram vilarejos animistas e cristãos, causando centenas de mortes. A rebelião Permesta, embora reprimida em 1957, deixou tensões étnico-religiosas duradouras.
Na gestão florestal, as regulamentações coloniais permaneceram em vigor até a década de 1950. Em 1957, um regulamento presidencial concedeu às províncias autoridade para emitir concessões madeireiras de até 10.000 hectares, gerando receitas locais, mas sem resolver sobreposições entre direitos consuetudinários (adat) e legislação formal. A Lei Agrária Básica de 1960, ainda vigente, buscou harmonizar essas normas, garantindo função social à terra e redistribuição, porém falhou em resolver conflitos fundiários, especialmente nas ilhas externas.

### A Nova Ordem de Suharto
A consolidação do poder militar sob Suharto, após o fracassado golpe de 1965, resultou na perseguição ao Partido Comunista (PKI), com estimativas de 300 mil a 1 milhão de mortes. A transição para a "Nova Ordem" centralizou o Estado, com o partido Golkar dominando eleições manipuladas entre 1971 e 1993.
A Lei Florestal Básica de 1967 redefiniu 70% do território como "floresta estatal", subordinando terras consuetudinárias ao controle do Ministério da Agricultura (posteriormente, Ministério das Florestas). Políticas de exploração intensiva, incluindo extração ilegal de madeira, financiaram redes clientelistas, beneficiando a família Suharto e aliados, especialmente na indústria do azeite de dendê.
O programa de transmigração, herdado do período colonial, realocou 5 milhões de javaneses e balineses para ilhas externas entre 1975 e 1989, sob justificativa de equilíbrio populacional, mas visando controle político. Em Celebes Central, conflitos entre migrantes e comunidades locais explodiram na década de 1990, com destruição de milhares de casas e deslocamento de 70 mil pessoas.

### Reformasi e desafios contemporâneos
A renúncia de Suharto em 1998, após crises econômicas e protestos, iniciou a era reformasi, com descentralização parcial do poder político através de reformas. Porém, a retomada do controle central sobre florestas em 2002, pressionada por conglomerados madeireiros, manteve tensões. A Lei Florestal 31/1999 manteve florestas consuetudinárias como propriedade estatal, enquanto movimentos indígenas, exigiam reconhecimento integral de territórios adat.
Governos pós-Suharto, como os de Megawati Sukarnoputri (2001-2004) e Susilo Bambang Yudhoyono (2004-2014), enfrentaram corrupção e fragmentação política. A eleição de Joko Widodo em 2014 prometeu reformas, mas críticas persistiram sobre concessões a elites econômicas.
Em 2015, a Indonésia tornou-se o primeiro país a implementar um sistema de Climate Budget Tagging para monitorar gastos climáticos, identificando US$ 951 milhões em financiamento específico para o clima em 2011. Desse total, 66% vieram de orçamentos nacionais, majoritariamente direcionados a políticas florestais e agrícolas, enquanto apenas 7% foram alocados para energia. O setor público, porém, não consegue suprir sozinho as necessidades: em 2018, o país emitiu seu primeiro green bond soberano, com apoio do Banco Mundial, visando atrair capital privado para projetos de baixo carbono.
No âmbito internacional, parceiros como o Fundo Verde do Clima e programas bilaterais contribuíram com 34% do financiamento climático em 2011, mas a maior parte foi canalizada por meio do Indonesia Climate Change Trust Fund (ICCTF), criado em 2009 para centralizar recursos. Apesar disso, a implementação de projetos enfrenta gargalos técnicos e burocráticos, como demonstra o atraso na liberação de US$ 400 milhões destinados à geotermia entre 2010 e 2015.

### Instrumentos financeiros islâmicos
A Indonésia, como o maior país muçulmano do mundo, integra instrumentos financeiros islâmicos em sua estratégia de financiamento climático, combinando princípios religiosos com objetivos ambientais. Destacam-se os sukuk verdes (títulos verdes de dívida, alinhados à Xaria) e os waqf ambientais (doações religiosas para projetos ecológicos) como formas de financiar a transição para que o país alcance as metas globais como as do Acordo de Paris.
Em março de 2018, o governo indonésio emitiu o primeiro sukuk verde soberano do mundo, captando US$ 1,25 bilhão para projetos de energia renovável e adaptação climática. Os recursos foram alocados conforme o Green Bond and Green Sukuk Framework, revisado pelo Centro de Pesquisa Internacional sobre o Clima e o Ambiente (CICERO), que classificou as iniciativas como tendo um médiou potencial de redução de emissões. Entre os projetos financiados está a usina geotérmica Sarulla, no Sumatra Setentrional, que evita anualmente 1,3 milhão de toneladas de emissões de CO₂.
No âmbito dos waqf, a Indonésia desenvolveu florestas dedicadas em áreas como Achém Besar e Bogor, onde terras doadas são convertidas em áreas de conservação. O processo de legalização envolve múltiplas agências governamentais, incluindo o Ministério do Meio Ambiente, Florestas e Mudanças Climáticas, para garantir conformidade com leis nacionais e princípios islâmicos. Em 2019, o país registrava mais de 160 mil hectares de terras waqf, das quais 61% certificadas, embora menos de 1% fossem destinadas a projetos ambientais.
A regulamentação local desempenha papel central. Em 2017, a Autoridade de Serviços Financeiros (OJK) publicou uma normativa exigindo que instituições financeiras integrem critérios ambientais, sociais e de governança (ESG) em suas operações. Bancos como o Bank Syariah Indonesia adotaram diretrizes para créditos verdes, embora estudos apontem que menos de 5% de seus portfólios sejam alocados em projetos sustentáveis.
Desafios persistem, como a complexidade na rastreabilidade de impactos: auditorias independentes revelaram que 30% dos projetos financiados por sukuk verdes entre 2018 e 2022 não atingiram metas de redução de emissões. Além disso, a falta de padrões unificados para waqf ambientais gera disputas sobre o uso de terras doadas, especialmente em regiões com conflitos fundiários históricos.
Internacionalmente, a iniciativa indonésia serviu de referência: em 2021, o Fundo Verde para o Clima incluiu a finança islâmica em seu relatório sobre mecanismos alternativos de financiamento climático, destacando o potencial para mobilizar recursos de países do Conselho de Cooperação do Golfo.
Apesar do avanço, estudos apontam desafios estruturais. Pesquisas do Banco Central da Indonésia revelam que apenas 3% dos títulos sustentáveis emitidos entre 2020 e 2023 foram sukuk verdes, reflexo da complexidade em atrair investidores convencionais devido à falta de padronização de métricas ambientais. Além disso, análises acadêmicas destacam que a transparência na alocação de recursos é um obstáculo: projetos financiados por waqf frequentemente enfrentam dificuldades em comprovar impactos concretos, como a recuperação de áreas degradadas. Críticos também alertam para riscos regulatórios: a ausência de um marco legal unificado para financiamento climático islâmico dificulta a execução de projetos de escopo global, e gera disputas sobre a conformidade religiosa de iniciativas.
Apesar das limitações, o potencial desses mecanismos é reconhecido internacionalmente. O sukuk verde indonésio serviu de modelo para países como Malásia e Arábia Saudita, enquanto o Fundo Verde para o Clima considera a finança islâmica uma alternativa para mobilizar recursos de nações do Mundo Árabe. Para especialistas, o sucesso dependerá da harmonização entre regulamentações nacionais que exigem créditos verdes com incentivos fiscais capazes de ampliar a participação do setor privado.

### Financiamento privado
O financiamento climático privado na Indonésia ainda prioriza investimentos em agricultura e transporte. Entre 2006 e 2013, apenas US$ 5,71 bilhões foram direcionados a energias limpas, refletindo a percepção de alto risco em projetos renováveis. Bancos locais, que detêm 78,6% dos ativos financeiros do país, começaram a adotar critérios ambientais em 2018, após a Financial Services Authority (OJK) lançar um plano para financiamento sustentável. Em 2013, apenas 1,4% dos empréstimos bancários eram classificados como "verdes", concentrados em energia renovável.